# Maschaal Tammo
Maschaal Tammo (auch  Misch’al at-Tammu; arabisch مشعل تمو; Kurmandschi: Mişel Temo; * 1957; † 7. Oktober 2011 in Qamischli) war ein kurdischer Politiker in Syrien.

## Werdegang
Maschaal al Tammo lebte als Agraringenieur in Qamischli. Er betätigte sich zunächst 20 Jahre lang in der von Salah Bedreddin geführten Partei der Kurdischen Volksunion und übernahm dort leitende Funktionen. 1999 verließ er sie, um das „Komitee zur Wiederherstellung der Zivilgesellschaft“ zu gründen; er organisierte auch das „Bedirxan-Kulturforum“ in Qamischli. Aufbauend auf diesen Strukturen, gründete er im Mai 2005 die „Kurdische Zukunftsbewegung“. Anders als die meisten kurdischen Parteien Syriens strebt diese keine Regionalautonomie, sondern eine Anerkennung der Kurden als staatstragende Nation und gleichberechtigte Teilnahme an einer demokratischen syrischen Regierung an. Sie verlangt den Sturz des baathistischen Regimes und lehnt Verhandlungen mit ihm ab. Tammo engagierte sich für ein gemeinsames Vorgehen mit arabischen Oppositionellen und nahm an der Gründung des syrischen Nationalrates SNC teil.

## Politische Verfolgung und Ermordung
Im Jahr 2008 wurde Tammo in der Stadt Ain al-Arab verhaftet und angeklagt, einen Bürgerkrieg provozieren zu wollen. Am 11. Mai 2009 wurde er zu einer Haftstrafe von drei Jahren verurteilt, am 2. Juni 2011 aufgrund einer Amnestie freigelassen. Am 8. September 2011 wurde in Qamischli zum ersten Mal ein Mordanschlag auf ihn verübt, wofür er das Regime verantwortlich machte. Am 7. Oktober 2011 wurde er im Haus eines Freundes in Qamischli von Bewaffneten in Zivil erschossen, kurz bevor er das Land verlassen wollte. Tammos Sohn Marsel und die anwesende Oppositionspolitikerin Zahida Raschkilo wurden von den Tätern ebenfalls verletzt. Diese gab in einem Interview an, sie und Tammo seien vor der Tat von der PYD bedroht worden.
Bei der Beerdigung Tammos in Qamischli waren mindestens 50.000 Menschen anwesend, Sicherheitskräfte schossen in die Menge und töteten fünf Personen. Das oppositionelle LCC wertete die Ermordung Tammos als Zeichen für einen Strategiewechsel des Regimes, das vor direkten Mordanschlägen gegen politische Gegner nicht mehr zurückschrecke.
Der Fernsehsender Al-Arabiya veröffentlichte im Oktober 2012 Dokumente, wonach Baschar al-Assad den Mord persönlich angeordnet und den Geheimdienst der Luftwaffe mit der Durchführung beauftragt habe, um die „türkische Regierung in eine neutrale und kooperative Position“ zu bewegen. Offizielle syrische Quellen machten „bewaffnete Terroristen“ und die „internationale Konspiration gegen Syrien“ für die Tat verantwortlich. Andere syrisch-kurdische Politiker beschuldigten die PYD der Verwicklung in die Tat., diese beschuldigte die Türkei.
Die Ermordung führte zu Protesten in vielen Ländern der Welt und diplomatischen Interventionen der USA und der EU. Eine militärische Einheit der syrischen Aufständischen trägt den Namen Mischʿal-at‑Tammu-Brigade.
Tammo hinterließ eine Frau und sechs Kinder.